# Colin Chapman
Colin Anthony Bruce Chapman (Richmond upon Thames, 19 maggio 1928 – Norwich, 16 dicembre 1982) è stato un ingegnere, pilota automobilistico e imprenditore britannico noto soprattutto per aver fondato la casa automobilistica Lotus Cars.

## Carriera
I suoi genitori, Stanley e Mary, gestivano alcuni pub vicino al Railway Hotel.
Laureatosi nel 1950 in ingegneria strutturale alla prestigiosa University College di Londra, servì brevemente nella RAF ma ritornò presto alla vita civile, intraprendendo una carriera nell'automobilismo come pilota della Vanwall. Con la scuderia disputerà però solamente una stagione, nel 1956, senza ottenere grandi risultati. 
Due anni dopo fonda la sua scuderia di corse, il Team Lotus, che esordirà proprio nel 1958 al Gran Premio di Monaco, e l'azienda a esso legata, la Lotus Cars.
Inventore geniale per quanto riguardava le competizioni, sotto la sua supervisione hanno preso forma alcuni stilemi della Formula Uno quali l'impiego di sospensioni posteriori di tipo Chapman strut, ed una maggiore attenzione allo studio del peso delle monoposto da competizione.
Egli infatti, non potendo competere con potenza e affidabilità dei motori Ferrari (la Scuderia di Maranello fu principale rivale del Team Lotus per tutti gli anni '60 - '70), fu il primo a realizzare telai con elementi in alluminio piegati, formati e rivettati gli uni sugli altri, invece del consueto traliccio di tubi. Questa tecnologia, che prende il nome di monoscocca, unita alla funzione portante del motore (che dunque non era semplicemente appeso al resto dell'intelaiatura, ma a tutti gli effetti impiegato con funzioni strutturali) avrebbe dato alla luce, nel 1967, ad una delle monoposto migliori di sempre, la Lotus 49.
Ispirandosi alle Chaparral di Jim Hall, Chapman ha, inoltre, introdotto nella Formula Uno il concetto aerodinamico di deportanza, montando sulle proprie vetture alettoni anteriori e posteriori per poter raggiungere il cosiddetto effetto suolo. Questo era possibile anche grazie al sigillo del flusso d'aria sottostante la monoposto, realizzato tramite bandelle in materiale plastico dette minigonne che, strisciando a terra, assicuravano la creazione di una depressione al di sotto della vettura, e quindi elevatissimi valori di deportanza.
Sono la prova tangibile di queste innovazioni le macchine definite wing car, e realizzate dal Team a cavallo tra gli anni settanta e ottanta).
Lo sviluppo del motore in posizione centrale-posteriore portante caratterizza ancora oggi le vetture di Formula 1, ed è universalmente attribuito a Chapman, che ne sperimentò gli effetti già a partire dalla Lotus 25, nei primissimi anni '60.
Chapman è stato anche un innovatore nel business delle sponsorizzazioni, non più solo provenienti da marchi relativi a prodotti automobilistici ma presentando per la prima volta una vettura la cui livrea era stata totalmente dedicata agli sponsor. La Lotus 49B, infatti, non esordì con i colori storicamente attribuiti ai team inglesi (una tonalità di verde molto scura), bensì con i colori del marchio Gold Leaf della Imperial Tobacco.
Tale pratica venne poi ripetuta negli anni '70 con l'introduzione della livrea nera e bordata d'oro in favore della John Player Special (forse quella maggiormente iconica delle vetture Lotus), e durante il decennio successivo con l'adozione dei colori caratteristici del marchio di tabacchi Camel.
La leggenda di Chapman è inoltre intrisa di mistero, riguardo alla sua improvvisa scomparsa. Sussistono infatti dubbi sull'avvenuto decesso, in quanto nel periodo immediatamente precedente Chapman tenne rapporti con il governo inglese e con John DeLorean per avere cospicui finanziamenti per la produzione di una vettura sportiva estrema, la futura DeLorean DMC-12. Il governo britannico ha concesso 54 milioni di sterline a John DeLorean nel 1974 come finanziamento contro la disoccupazione per costruire la sua fabbrica a Dunmurry e rivitalizzare le aree depresse a sud di Belfast. L'anno successivo DeLorean firma un accordo con Chapman per la logistica e lo sviluppo dell'auto, che infatti venne basata sul telaio della Esprit. Nel gennaio 1982, il governo britannico scoprì però che DeLorean trasferì circa 23 milioni di sterline, quasi la metà dei fondi ricevuti nel 1974, su un conto panamense sotto il nome di General Product Development Services, una società formalmente destinata a sovvenzionare Lotus per il lavoro di ricerca. Questo denaro tuttavia non fu mai versato alla Lotus finendo con lo sparire. Chapman fu interrogato dalle autorità britanniche e poi morì improvvisamente. I giudici di Belfast hanno poi dichiarato che se fosse stato sul banco degli imputati avrebbe ricevuto una condanna di almeno 10 anni. L'avvocato Fred Bushell, uno dei collaboratori storici di Chapman, e presidente della Lotus, finì in manette. Bushell venne accusato di sapere esattamente dove erano finiti i soldi, ma si rifiutava di parlare. Trascorse quattro anni in carcere, tre sanciti dalla sentenza e un altro per l'impossibilità di pagare la multa e le spese legali. 
L'FBI cercò Chapman in Brasile, dove si ipotizzò si fosse nascosto dopo un intervento di plastica facciale e vivesse nascosto con i soldi del conto panamense. L'FBI comunque chiuse il caso e nei primi anni '90 lo ha definitivamente archiviato. Chapman formalmente morì quindi dopo l'interrogatorio da parte delle autorità britanniche, senza che mai vi fosse totale chiarezza al riguardo e venne sepolto nel cimitero parrocchiale di Santa Maria ad East Carleton, nel Norfolk.

## Risultati in Formula 1
| 1956 | Scuderia | Vettura |  |  |  |  |    |  |  |  |  | Punti | Pos. |
| ---- | -------- | ------- |  |  |  |  | -- |  |  |  |  | ----- | ---- |
| 1956 | Vanwall  | Vanwall |  |  |  |  | NP |  |  |  |  | 0     |      |

| Legenda | 1º posto     | 2º posto | 3º posto    | A punti         | Senza punti/Non class.  | Grassetto – Pole position Corsivo – Giro più veloce |
| Legenda | Squalificato | Ritirato | Non partito | Non qualificato | Solo prove/Terzo pilota | Grassetto – Pole position Corsivo – Giro più veloce |